# Bibliobusos a Catalunya

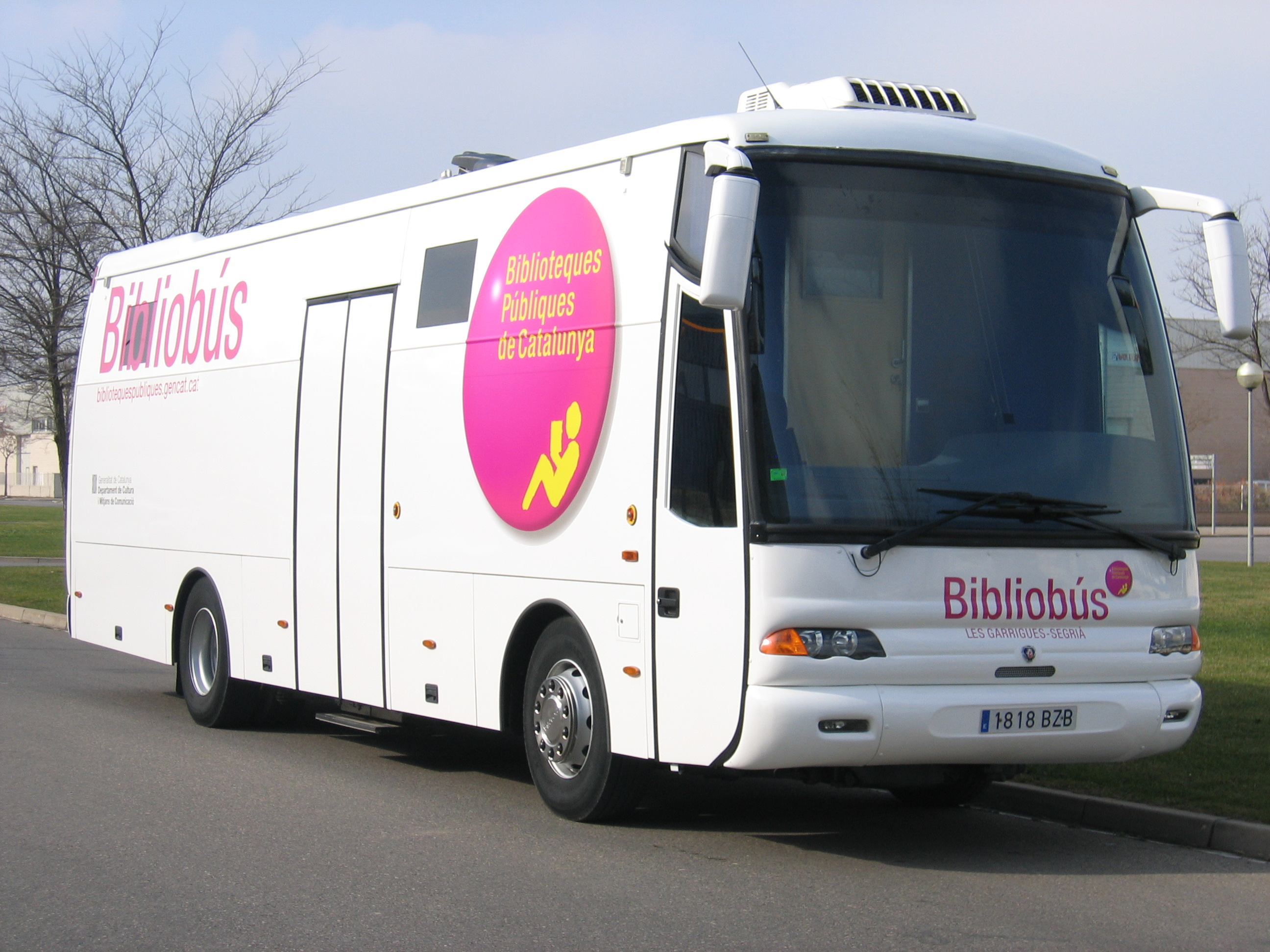
Bibliobús Garrigues-Segrià

Actualment, a Catalunya hi ha 12 bibliobusos en funcionament, 10 gestionats per la Xarxa de Biblioteques Municipals de la Diputació de Barcelona i els altres 2 pel Servei de Biblioteques de la Generalitat de Catalunya. Atenen a municipis d'arreu del territori amb una població entre 300 i 3.000 habitants que no disposen d'una biblioteca estable i donen el servei propi d'una biblioteca pública.

## Història

### Inicis: el Servei de Biblioteques del Front
El precedent històric dels bibliobusos a Catalunya es troba en el Servei de Biblioteques del Front, creat l'any 1937. Segons el Decret de creació del Servei de Biblioteques del Front de la Generalitat de Catalunya, la biblioteca mòbil havia de donar servei als soldats republicans que lluitaven al front per «conservar la moral dels combatents i enlairar llur formació cultural» i col·laborar amb els hospitals de soldats ferits «per als quals la lectura serà no solament un esplai, sinó una necessitat moral». La iniciativa es va dur a terme el maig de 1938, adaptant la carrosseria d'un camió i omplint-lo amb llibres que recorria fronts i els hospitals de primera línia i rereguarda. Aquest bibliobús pioner va realitzar rutes per tota Catalunya. El 23 de gener de 1939 el bibliobús faria el seu darrer servei, portant a l'exili un grup d'intel·lectuals i escriptors de la Institució de les Lletres Catalanes (Francesc Trabal, Mercè Rodoreda, Armand Obiols, Joan Oliver, entre d'altres) i les seves famílies. Miquel Joseph va rebre l'encàrrec del conseller de cultura, Carles Pi i Sunyer, de preparar aquesta sortida.

### Època franquista

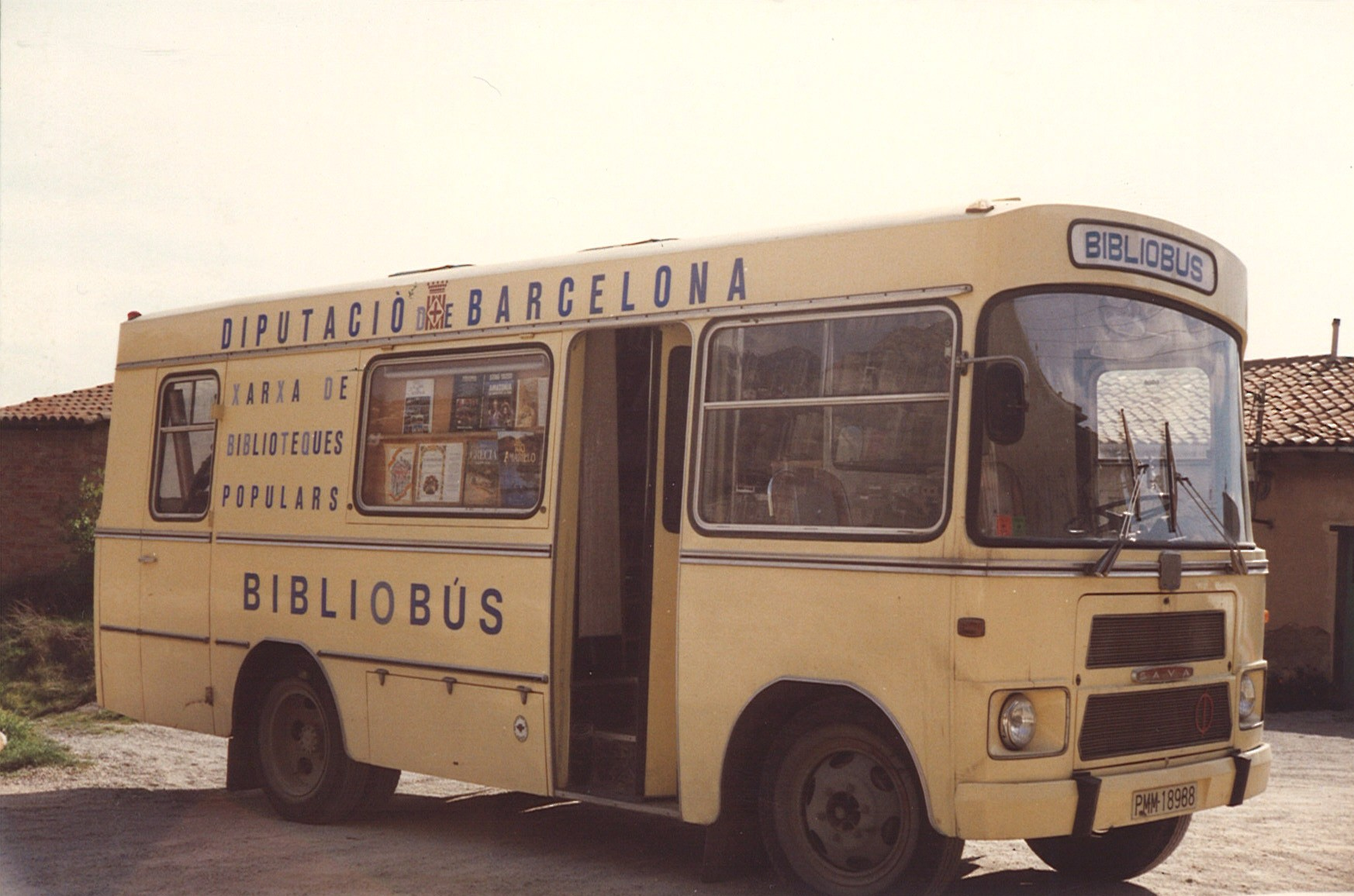
Bibliobús Pedraforca, primer bibliobús rural de Catalunya

Després la Guerra Civil, la Xarxa de Biblioteques Populars de la Diputació de Barcelona va inaugurar un bibliobús anomenat Biblioteca Móvil número 1, el març de 1957, que recorria els barris de l'Hospitalet de Llobregat, Esplugues de Llobregat, el barri de Sants de Barcelona, i més endavant, Sant Joan Despí. Tres anys més tard, el juny de 1960, s'habilita un segon bibliobús, Biblioteca Movil número 2, que recorria els barris del nord de Barcelona, la Sagrada Família i Poblenou. Tots dos van aconseguir notable èxit.
Per altra banda, l'abril de 1973 fou inaugurat el primer bibliobús rural de Catalunya, Biblioteca Móvil número 3 (conegut posteriorment com a Bibliobús Pedraforca). El primer vehicle fou cedit per la Dirección General d'Archivos y Bibliotecas del Ministeri de Cultura. De periodicitat quinzenal, donava servei a 19 municipis i 15 colònies tèxtils de la comarca del Berguedà. Degut a una avaria mecànica greu l'any 1993 fou substituït l'any següent per un de nou per la Diputació de Barcelona.

### Actualitat

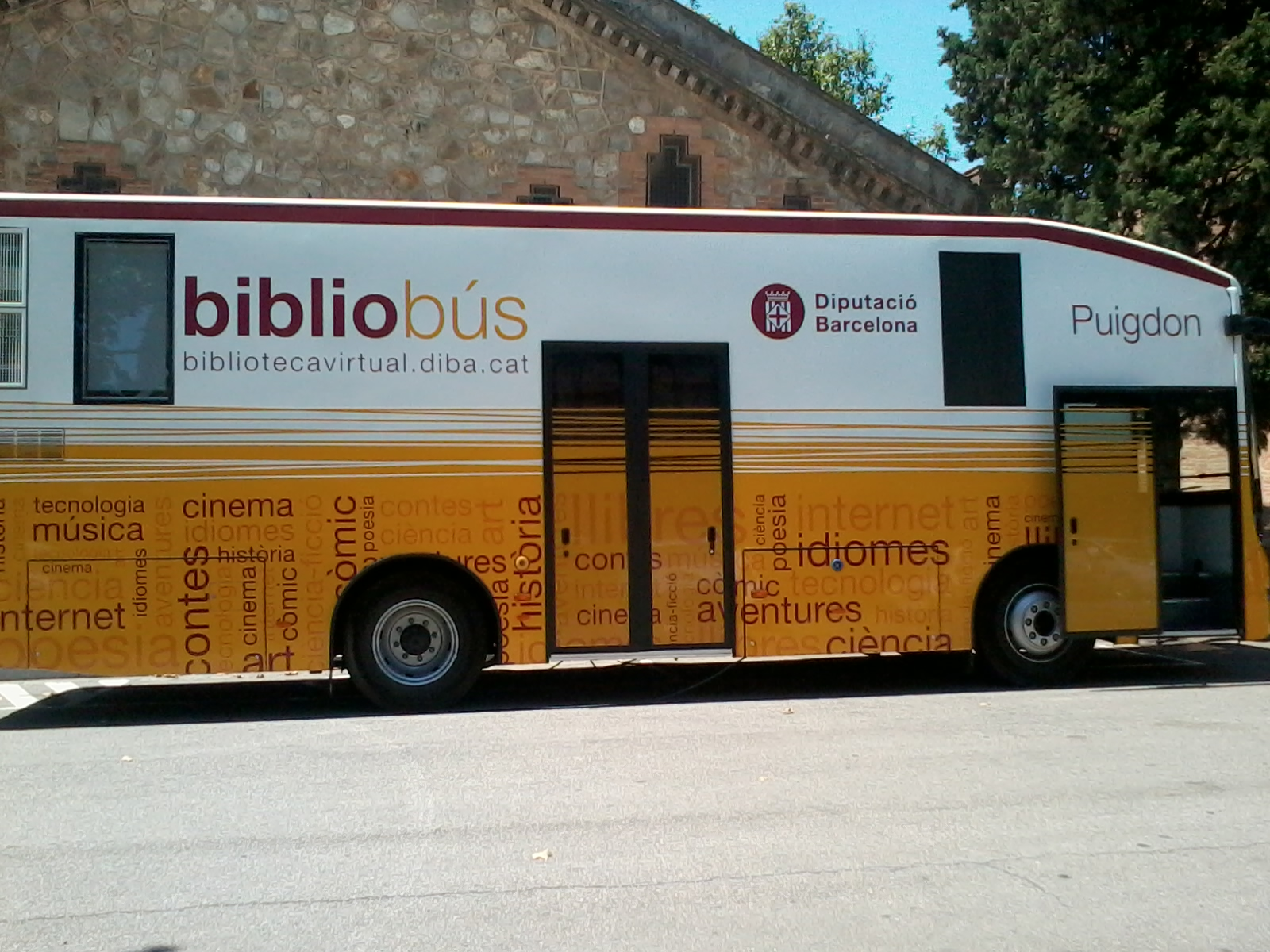
Bibliobús Puigdon inaugurat el setembre de 2016

L'any 1982 la Generalitat de Catalunya posa en marxa el Bibliobús Pere Quart per donar serveis als municipis del Pallars Jussà, Pallars Sobirà i l'Alta Ribagorça, i tres anys més tard, el 1988, el Bibliobús Garrigues-Segrià per atendre els municipis del Segrià i les Garrigues.
Amb la publicació de la Llei 4/1993, de 18 de març, del sistema bibliotecari de Catalunya i l'avaria mecànica del Bibliobús Pedraforca i posterior substitució l'any 1994, la Xarxa de Biblioteques Municipals es va replantejar i avaluar el servei de bibliobusos. Per aquesta motiu, l'any 1995 va impulsar el Pla de Bibliobusos de la Diputació de Barcelona per tal de donar servei a 176 municipis de menys de 3.000 habitants a la província de Barcelona. Durant el període 1995-2002, van inaugurar-se 8 bibliobusos a la província de Barcelona. En una segona fase, l'any 2016 va inaugurar-se el Bibliobús Puigdon i el gener de 2018 va substituir-se el Bibliobús Pedraforca per un nou vehicle. El setembre de 2016 els bibliobusos de la província de Barcelona donaven servei a 110 municipis amb prop de 161.000 habitants.

## Marc legal
Segons la Llei 4/1993, de 18 de març, del sistema bibliotecari de Catalunya, els serveis bibliotecaris mòbils tenen com a finalitat d'oferir el servei de lectura pública en zones on no hi ha un punt de servei estàtic (art. 36) i correspon a les comarques oferir aquest servei (art. 40), ja que només els municipis amb una població de més de 5.000 habitants tenen l'obligació de tenir una biblioteca pública (art. 34). En el decret posterior sobre els serveis i el personal del Sistema de Lectura Pública de Catalunya, es defineix el paper de les diputacions provincials amb relació a la lectura pública, és a dir, donar suport als serveis bibliotecari mòbils a municipis entre 300 i 3000 habitants. A Catalunya, aquesta tasca se la reparteixen el Servei de Biblioteques de la Generalitat de Catalunya a les províncies de Girona, Tarragona i Lleida i la Xarxa de Biblioteques Municipals a la província de Barcelona.

## Llista de bibliobusos
Llista de bibliobusos actius a Catalunya a finals del 2017:
| Nom                             | Nom                        | Zona d'activitat                                       | Any  | Ens gestor                                       |
| ------------------------------- | -------------------------- | ------------------------------------------------------ | ---- | ------------------------------------------------ |
| Bibliobús Cavall Bernat         | Bibliobús Cavall Bernat    | Anoia Bages Berguedà                                   | 2001 | Xarxa de Biblioteques Municipals                 |
| Bibliobús El Castellot          | Bibliobús El Castellot     | Alt Penedès Garraf                                     | 1995 | Xarxa de Biblioteques Municipals                 |
| Bibliobús Garrigues-Segrià      | Bibliobús Garrigues-Segrià | les Garrigues Segrià                                   | 1988 | Generalitat de Catalunya. Servei de Biblioteques |
| Bibliobús Guilleries            | Bibliobús Guilleries       | Osona                                                  | 1997 | Xarxa de Biblioteques Municipals                 |
| Bibliobús La Mola               | Bibliobús La Mola          | Bages Baix Llobregat Vallès Occidental Vallès Oriental | 2001 | Xarxa de Biblioteques Municipals                 |
| Bibliobús Montau                | Bibliobús Montau           | Alt Penedès Garraf                                     | 1997 | Xarxa de Biblioteques Municipals                 |
| Bibliobús Montnegre             | Bibliobús Montnegre        | Maresme Vallès Oriental                                | 2002 | Xarxa de Biblioteques Municipals                 |
| Bibliobús Montserrat            | Bibliobús Montserrat       | Anoia                                                  | 1998 | Xarxa de Biblioteques Municipals                 |
| Bibliobús Pedraforca            | Bibliobús Pedraforca       | Berguedà                                               | 1973 | Xarxa de Biblioteques Municipals                 |
| Bibliobús Pere Quart a Barruera | Bibliobús Pere Quart       | Alta Ribagorça Pallars Jussà Pallars Sobirà            | 1982 | Generalitat de Catalunya. Servei de Biblioteques |
| Bibliobús Puigdon               | Bibliobús Puigdon          | Osona Vallès Oriental                                  | 2016 | Xarxa de Biblioteques Municipals                 |
| Bibliobús Tagamanent            | Bibliobús Tagamanent       | Osona Vallès Oriental Moianès                          | 1998 | Xarxa de Biblioteques Municipals                 |